# Esercito bizantino
L'esercito bizantino fu il braccio militare dell'Impero romano d'Oriente. Esso subì forti mutamenti nel tempo, attraversando tre fasi principali:
- nella prima fase, dalla fine del IV fino alla metà del VII secolo, l'esercito bizantino può considerarsi la continuazione vera e propria del tardo esercito romano;
- la seconda fase, dalla seconda metà del VII secolo fino al 1081, è l'epoca dei themata. In questo periodo i soldati, gli stratioti, divenivano contadini in periodo di pace, per poi tornare alle armi in caso di guerra;
- la terza fase inizia dal 1081 (anno in cui Alessio I Comneno fece la riforma dei pronoia) e dura fino al 1453 (anno in cui cadde l'Impero romano d'Oriente). In questo periodo l'esercito era composto da reparti mercenari, i tagmata e soprattutto dai Pronioiardi.

L'esercito romano d'Oriente come anche la marina romana d'Oriente, era attivo dal 5 maggio (San Giorgio) al 26 ottobre (San Demetrio).

## Esercito tardo-romano/proto-bizantino (395-VII secolo)
L'esercito romano-orientale nel periodo proto-bizantino (395-610/641) subì un graduale processo di trasformazione che lo portò man mano a differenziarsi sempre di più dall'esercito tardo-romano.
L'esercito del tardo IV secolo comprendeva tre tipologie di armate:
1. eserciti alla presenza dell'Imperatore (comitatus praesentales). Essi avevano ordinariamente sede presso le capitali imperiali (Milano in Occidente, Costantinopoli in Oriente), ma in genere accompagnavano l'Imperatore nelle campagne militari.
2. Eserciti campali regionali (comitatus). Essi si trovavano in regioni strategiche, o nei pressi delle frontiere.
3. Eserciti di frontiera (exercitus limitanei).[2]

I tipi 1 e 2 sono entrambi frequentemente definiti "eserciti campali mobili" in quanto, a differenza delle unità di limitanei, non avevano sedi fisse. Il ruolo strategico del tipo 1 era comunque abbastanza differente dal tipo 2: gli eserciti presentali furono costituiti con lo scopo primario di fornire una grossa assistenza all'Imperatore contro eventuali usurpatori, che spesso venivano sconfitti a causa delle enormi dimensioni degli eserciti presentali, anche se spesso accompagnavano l'Imperatore in importanti campagne militari come una guerra estera o il respingere un'invasione barbarica; al contrario, il comitatus regionale aveva come compito principale il supporto bellico dei limitanei in operazioni nella regione dove questi ultimi avevano sede.

### V secolo

Struttura dell'alto comando militare nell'esercito romano-orientale nel ca. 395. Comandi e dimensioni dell'esercito basati sulle informazioni fornite dalla Notitia Dignitatum Orientis. I magistri militum orientali, al comando dei comitatus, erano direttamente dipendenti all'Imperatore. I Duces sono mostrati come dipendenti al loro diocesano magister militum, come suggerito da Jones ed Elton. Le ubicazioni date indicano usuali quartieri invernate in questo periodo.

Ecco come risulta suddivisa la scala gerarchica della parte Orientale, dove all'Imperatore rispondevano due prefetti del Pretorio, oltre a un Praefectus urbis Constantinopolitanae, un Magister officiorum ed un Comes domesticorum:
1. Praefectus praetorio Orientis, da cui dipendevano 3 Vicari per le Diocesi Asiana, Pontica e Thracia, mentre quelle dell'Aegypttus e d'Oriente erano controllate direttamente dal Prefetto del Pretorio.[6] Le 4 diocesi erano a loro volta divise in province, governate da 1 Proconsules, 12 Consulares, 1 Correctores e 32 Praesides.[6] Le province dell'Egitto erano 5,[7] dell'Asia 10,[8] Pontiche 10[9] e 6 della Tracia,[10] mentre 15 province orientali erano governate direttamente dal Prefetto del Pretorio Orientis;[11]
2. Praefectus praetorio Illyrici, da cui dipendevano 1 Vicari per la Diocesi di Macedonia, mentre quella della Dacia era controllata direttamente dal Prefetto del Pretorio.[6] Le 2 diocesi erano a loro volta divise in province, governate da 1 Proconsules, 3 Consulares, 1 Correctores e 8 Praesides.[6] Le province della Dacia erano 5[12] e quelle della Macedonia 6.[13]

A questa struttura seguiva parallelamente una conseguente divisione territoriale delle forze militari, come segue:
1. Magister militum praesentalis I, che controllava 2 Duci per l'Egitto[6] (Dux Thebaidos[14] e Dux Libyarum) e 1 Comes limitis Aegypti;[6]
2. Magister militum praesentalis II, da cui dipendeva 1 Duce per il Ponto[6] (Dux Armeniae) ed un altro Comes per Isauriam;[6]
3. Magister militum per Orientem, da cui dipendevano 6 Duci per l'Oriente (Dux Foenicis,[15] Dux Syriae,[16] Dux Palaestinae,[17] Dux Osrhoenae,[18] Dux Mesopotamiae,[19] Dux Arabiae[20]);[6]
4. Magister militum per Thracias, da cui dipendevano 2 Duci per la Tracia[6] (Dux Moesiae secundae e Dux Scythiae);
5. Magister militum per Illyricum, da cui dipendevano 2 Duci per l'Illirico[6] (Dux Daciae ripensis e Dux Moesiae primae).

La sezione orientale della Notitia è datata al ca. 395, anno della definitiva divisione dell'Impero in due parti. A quell'epoca, secondo la Notitia, vi erano in Oriente 2 eserciti presentali imperiali (comitatus praesentales), ognuno comandato da un magister militum praesentalis, il rango militare più alto, dipendente direttamente dall'Imperatore. essi comprendevano unità principalmente di rango palatino. Oltre ad essi, vi erano 3 comitatus regionali, in Illyricum orientale, e nelle diocesi di Tracia e di Oriente, comprendenti per lo più truppe di rango comitatenses. Ognuno era comandato da un magister militum, anch'esso dipendente direttamente dall'Imperatore.
Un'anomalia in Oriente è l'esistenza di due corpi di truppe di limitanei, in Egitto e in Isauria, comandati da un comes rei militaris, invece che da un dux, dipendente direttamente dall'Imperatore, secondo la Notitia. Tuttavia, i decreti imperiali del ca. 440 mostrano che entrambi questi ufficiali dipendevano dal magister militum per Orientem. Una possibile spiegazione per questa discrepanza è che tra il 395 e il 440 vi furono dei cambiamenti nell'organizzazione dell'esercito. Alla più tarda tra le due date, se non prima, il MM per Orientem era evidentemente divenuto il comandante supremo dell'esercito di tutta la prefettura d'Oriente (che comprendeva anche l'Anatolia e l'Egitto) e non solo della diocesi di Oriente.
I 13 duces di frontiera orientali sono elencati nella Notitia per diocesi in cui risiedevano: Illyricum orientale (2 duces), Tracia (2), Pontica (1), Oriente (6) e Egitto (2). Jones ed Elton sostengono che, dal 360 in poi, i duces erano dipendenti dal comandante del loro comitatus diocesano: il magister militum per Illyricum, Thracias, Orientem e il comes per Aegyptum, rispettivamente (sulla base di evidenze in Ammiano per il periodo 353-78 e da 3 superstiti decreti imperiali datati 412, 438 e 440). Il dux Armeniae è mostrato sotto la diocesi Pontica, il cui comandante militare non è elencato nella Notitia, ma era probabilmente il magister praesentalis II al tempo della Notitia. Più tardi, il dux Armeniae venne a trovarsi probabilmente sotto l'egida del magister militum per Orientem. La struttura orientale come presentata nella Notitia rimase in gran parte intatta fino al tempo di Giustiniano I (525-65).

### VI secolo
Da quel poco che sappiamo, già ai tempi di Giustiniano (527-565) l'esercito presentava notevoli differenze con l'esercito tardo-romano, anche se presentava ancora vari punti in comune. Se è vero infatti che la distinzione tra limitanei (truppe a difesa della frontiera) e Comitatenses esisteva ancora e almeno una legione sopravvisse fino a fine VI secolo, è altrettanto vero che le legioni, le coorti ecc. stavano ormai per scomparire. Al tempo di Giustiniano l'unita fondamentale dell'esercito bizantino era il numerus, ovvero un gruppo di 200-400 soldati a difesa delle città comandati da un tribunus.

#### Corpi
L'esercito nel VI secolo era formato principalmente da comitatenses e foederati, con minime quantità di alleati barbari e corpi privati. Un esercito era formato in media da 15 000-25 000 soldati mentre il numero totale dei soldati comitatensi bizantini ai tempi di Giustiniano è stato stimato a 150 000 uomini. Per affrontare con efficacia i Persiani, i Bizantini furono costretti a mutare il loro armamento introducendo un nuovo tipo di soldati, i catafratti. Intorno al VI secolo inoltre divennero parte fondamentale dell'esercito gli arcieri a cavallo, spesso fondamentali per la vittoria delle battaglie.
L'esercito all'epoca di Giustiniano era così strutturato:
- Scholae palatinae
- comitatenses
- limitanei
- foederati
- Alleati
- bucellarii (Corpi privati dei comandanti)
- Ballistarii

Di seguito una descrizione dettagliata.

##### Comitatenses
Reclutati dalle montagne della Tracia, Illirico e Isauria, venivano detti anche stratiotai, ovvero soldati regolari, per distinguerli dal resto dell'esercito. Costituivano l'esercito mobile tardo romano e il loro nome derivava da comitatus, ovvero corte imperiale. I comitatenses erano suddivisi in cinque gruppi operativi (comitati):
1. 2 eserciti praesentalis (con sede Costantinopoli)
2. un comitatus d'Oriente
3. un comitatus di Tracia
4. un comitatus di Illirico

Giustiniano creò un terzo esercito praesentalis e un esercito mobile di Armenia in Oriente, oltre che nuovi eserciti mobili in Africa, Italia e Spagna meridionale.

##### Limitanei
I limitanei (noti anche come milites castellani, castriciani o riparienses castriciani in caso di stanziamento presso un fiume) erano i soldati posti a difesa delle frontiere (limes). Condotti da un dux, a differenza dei comitatenses, non erano considerati dei veri soldati, ma soldati di seconda categoria, che spesso svolgevano una seconda attività (per esempio il barcaiolo) ed erano spesso malpagati. Non di rado i limitanei lamentavano di ritardi nel versamento del soldo, e venivano in taluni casi, fin dal V secolo, retribuiti dallo stato non in denaro ma in terre da coltivare e da cui ricavare il proprio sostentamento. Una legge di Giustiniano volta a ricostituire reggimenti di limitanei nell'appena riconquistata Africa, definiva i limitanei trapiantati in Africa come dei soldati «che possono difendere i castelli e le città del confine e coltivare le terre».
Nei fatti, il sistema di difesa della frontiera (limes) ad opera dei limitanei si provò molto fragile. In caso di mancato intervento dell'esercito mobile, infatti, i limitanei si trovavano spesso impotenti, perché poco efficienti e in inferiorità numerica, a respingere un forte esercito nemico. I limitanei in Africa, per esempio, secondo Procopio, finirono per essere massacrati dai ribelli e dalle tribù di Mauri. In Oriente, invece, furono impotenti di fronte alle incursioni di saccheggio condotte dal Re dei Re sasanide Cosroe I. La fragilità delle frontiere, secondo Zosimo, esisteva fin dai tempi di Costantino I:
(Zosimo, Storia nuova, II, 34.2.)
Nel 545, dopo la tregua con la Persia, i limitanei a difesa del limes orientale, da tempo senza ricevere il loro soldo, finirono addirittura per essere congedati, come narra Procopio:
(Procopio di Cesarea, Storia segreta, 24.)
Se il limes orientale dopo la metà del VI secolo scompare malgrado la sopravvivenza di alcune guarnigioni di frontiera, sul Danubio il declino del limes fu meno marcato.

##### Guardia palatina
Era costituita da:
1. Excubitores (300 soldati)
2. Scholae palatinae (7 reggimenti, 3.500 soldati; Giustino I aumentò il loro numero a 5.500, ma Giustiniano I li riportò all'antica cifra di 3.500 soldati)
3. candidati
4. protectores
5. scribones

Secondo lo scrittore del VI secolo Giovanni Lido, il loro numero totale raggiungeva le 10 000 unità.
Mentre gli Excubitores non avevano perso la funzione di truppa combattente, le scholae palatinae erano utilizzati ormai come corpo di parata, anche se alcune fonti ne attestano l'uso occasionale in alcune campagne militari. A provvedere alla custodia dell'Imperatore erano Scholares ed Excubitores, mentre i protectores in passato erano veri soldati, ma, come per le Scholae palatinae, non erano più impiegate in combattimenti; gli scribones, invece, si occupavano principalmente del reclutamento e del versamento del soldo (roga) ai soldati, ma potevano anche recarsi in ambasceria presso corti estere.

##### Foederati
I foederati del VI secolo non vanno confusi con i foederati del IV secolo, questi ultimi detti alleati (socii o symmachoi) nel VI secolo. Ai tempi di Giustiniano, i foederati che servivano nell'esercito romano d'Oriente non erano più bande irregolari di barbari sotto il comando dei loro capi tribali che inviavano contingenti militari in sostegno dell'esercito romano in cambio di denaro o dello stanziamento in un territorio (come accadeva nel IV secolo), ma erano diventati parte integrante dell'esercito bizantino: nelle fonti, sono spesso citati come soldati regolari, ed erano sottoposti al comando di un generale bizantino (che a Costantinopoli si chiamava comes foederatum). Erano soldati di origine barbarica ormai integrati nell'Impero e che volontariamente si arruolavano nell'esercito bizantino sotto il comando di un generale bizantino.

##### Socii
Gli alleati (Symmachoi o socii) erano delle tribù barbare alleate di Bisanzio, le quali, in cambio di terre all'interno dell'Impero o di un tributo, combattevano a fianco dell'Impero ed erano comandate dai loro capi tribù. Nel IV secolo i symmachoi venivano chiamati Foederati.
Gli alleati vengono spesso accusati di tradimento o di inaffidabilità dagli storici dell'epoca, in particolare da Procopio di Cesarea. Procopio, in particolare, accusa Giustiniano di comprare delle inconcludenti alleanze con queste popolazioni barbariche, spesso controproducenti in quanto le loro sempre più esorbitanti richieste di denaro aumentavano di pari passo con le concessioni ottenute, e spesso a ciò non corrispondeva ad un aumento delle prestazioni. Procopio addirittura narra che gli Unni, dopo aver ricevuto immensi donativi da Giustiniano che pensava così di farseli alleati, avrebbero smaniato di impadronirsi delle ricchezze dell'Impero saccheggiandolo, e avrebbero sobillato altre genti barbare a invaderlo anch'esse, informandoli delle enormi ricchezze dello stato bizantino. Da ciò sarebbe nato un ciclo vizioso di sempre più popolazioni che intendevano impadronirsi delle ricchezze dell'Impero «ricevendo sostanze dall'Imperatore o saccheggiando l'Impero romano o esigendo il riscatto dei prigionieri di guerra e vendendo le tregue». Procopio, nella Storia segreta, accusa addirittura Giustiniano di impedire ai suoi soldati di attaccare gli incursori barbari mentre si ritiravano con il bottino, in quanto sperava che, non attaccandoli, se li sarebbe fatti alleati; in un'occasione, addirittura, l'Imperatore avrebbe punito dei contadini che avevano osato, contrariamente alle sue disposizioni, autodifendersi dalle incursioni attaccando i barbari e riuscendo a recuperare parte del bottino (che poi, per ordine di Giustiniano, sarebbe stato addirittura restituito ai saccheggiatori dell'Impero).
Non va dimenticato, certo, che in taluni casi (come quello dei Ghassanidi) queste alleanze con le popolazioni barbariche confinanti potessero rivelarsi addirittura utili allo stato bizantino, ma nella maggioranza dei casi provocavano più danni che benefici. Talvolta i barbari alleati diventavano ostili all'Impero, violando i trattati e saccheggiando lo stesso territorio imperiale che essi in teoria dovevano concorrere a difendere, e Giustiniano era costretto a lanciare spedizioni punitive contro di essi; altre volte l'Imperatore usava la diplomazia per dividere i nemici, mettendoli uno contro l'altro.

##### Bucellarii
I bucellarii erano soldati privati, non assunti dal governo ma dai generali o addirittura dall'Imperatore; si chiamavano Bucellari perché mangiavano come rancio il bucellatum, ovvero gallette. Belisario ne aveva a disposizione 7000. Erano suddivisi in hypaspistai ("portatori di scudo") e doryphoroi ("portatori di lancia"), questi ultimi di rango superiore. Per entrare al servizio del loro padrone i doryphoroi dovevano prestare un giuramento di fedeltà; una volta assunti, diventavano i confidenti del loro superiore e gli stavano vicino in battaglia. Molti di essi provenivano dalla Tracia o dall'Asia Minore.

##### Ballistarii
Erano reparti di artiglieri che impiegavano come arma la ballista e che si trovavano a difesa di diverse città dell'Impero. Alla loro testa vi era il pater civitatis, un magistrato locale civile, e spesso comprendevano fabbricanti di armi.

#### Unità
Come già detto, l'unità fondamentale era il numerus, che in teoria doveva comprendere 500 soldati, ma in realtà ogni singolo numero comprendeva un numero variabile tra i 200 e i 400 uomini. La variabilità del numero dei soldati costituenti un numero era in parte un modo per far apparire l'esercito bizantino più numeroso di quanto non fosse in realtà al nemico che tentava di valutare la consistenza delle forze bizantine contando il numero degli stendardi.
Per le unità superiori al numerus, si ignora la loro denominazione in età giustinianea mentre, grazie allo Strategikon dell'Imperatore Maurizio, sappiamo la gerarchia delle varie unità a fine del VI secolo. Un raggruppamento di più numeri costituivano una moira (condotta da un dux), tre moire un meros (condotto da un magister militum), e tre mere un stratos (condotto da uno strategos). Si ritiene che la moira citata nel Strategikon di Maurizio corrisponda ai lochoi e agli agmina di età giustinianea, che erano comandati da duces o da magistri militum vacantes. L'unità campale più grande (il meros di Maurizio) era posta sotto l'autorità di un magister militum non vacans (ovvero: il magister militum per orientem, i due/tre magistri militum presentalis, il magister militum per Thracias, il magister militum per Illyricum, il magister militum Africae, il magister militum Spaniae).

#### Reclutamento e addestramento
In età giustinianea la coscrizione non era obbligatoria; il servizio militare era infatti volontario. Di norma i soldati, per essere arruolati, dovevano soddisfare alcuni requisiti: avere più di diciotto anni, essere in salute e forma atletica, aderire alla religione di Stato (gli eretici e i fedeli di altre religioni diverse dal cristianesimo non potevano quindi essere arruolati) e non appartenere a determinate classi sociali, che, salvo motivate eccezioni, venivano escluse dal reclutamento (servi della gleba, schiavi, liberti e prole, negozianti, cohortales e curiales). Gli schiavi potevano però arruolarsi con l'assenso del padrone.
La tattica militare bizantina privilegiava la cavalleria alla fanteria, perché all'occorrenza i cavalieri potevano smontare da cavallo e combattere a piedi mentre, in caso di sconfitta, potevano sfuggire più rapidamente al nemico grazie alla velocità dei loro cavalli. Enorme importanza rivestivano nell'esercito gli arcieri a cavallo, che furono determinanti in molte battaglie. L'addestramento militare di un cavaliere prevedeva l'apprendimento di due modi di tirare l'arco: la maniera romana (con tiri più lenti ma violenti) e quella persiana (con tiri più veloci ma meno potenti), anche se i Bizantini usavano in battaglia solo la maniera romana. Ai cavalieri veniva inoltre insegnato a tirare frecce e lance da cavallo con efficacia e in qualunque direzione.
I comandanti davano ancora gli ordini in latino, anche se i soldati ormai capivano solo il greco. Questi sono gli ordini in latino che venivano dati ai soldati per prepararli alla battaglia:
- silentium (silenzio)
- mandata captate (attenti agli ordini)
- non vos turbatis (restate calmi)
- ordinem servate (mantenete la posizione)
- bando sequute (seguite la bandiera)
- Nemo demittat bandum et inimicos seque (non gettate via l'insegna per inseguire il nemico)

Pochi istanti prima dell'inizio di una battaglia il comandante ordinava ai soldati Parati (lat. "pronti"), poi diceva "Adiuta" (aiutaci) e i soldati erano tenuti a completare la frase urlando ad alta voce "Deus" ("o Signore").

#### Equipaggiamento e rifornimento
I soldati bizantini erano equipaggiati di arco, elmetto, corazza e scudo di buona qualità: elmetto, corazza e scudo fornivano una discreta protezione contro le frecce nemiche, mentre l'arco bizantino era superiore a quello sasanide, secondo almeno il giudizio dello storico del VI secolo Procopio di Cesarea. Secondo le raccomandazioni dello Strategikon dell'Imperatore Maurizio, l'uso della cavalleria era consigliato rispetto alla fanteria a causa della maggiore mobilità che garantiva la cavalleria:
(Imperatore Maurizio, Strategikon, citato in Ravegnani 2009, p. 65.)
I Bizantini facevano largo uso di arcieri a cavallo, particolarmente utili contro i Germani, contro i quali era conveniente evitare per quanto possibile un combattimento ravvicinato, ma anche di lancieri a cavallo (i quali impiegavano come lancia il contus, mentre gli arcieri avevano a disposizione anche un giavellotto da impiegare in caso di eventualità). Cavallo e cavalieri erano entrambi corazzati, ma nonostante la pesantezza di queste armature (ben 16 kg), erano particolarmente mobili e abili a scoccare le frecce alla maniera "alla romana", particolarmente letale: secondo una testimonianza dell'epoca, le loro frecce, scoccate con molta precisione, erano in grado «di uccidere sempre chi si trovava a tiro» a causa della potenza del tiro.
La fanteria, suddivisa in pesante e leggera, indossava anch'essa armature (gli uomini scelti indossavano la cotta di maglia), come anche elmetto piumato, gambali, scudo, spada, lancia lunga, fionda e marzobulon (un tipo di giavellotto). Era impiegata nei punti più vulnerabili dello schieramento di battaglia. Le truppe mercenarie usavano i propri equipaggiamenti nativi.
Lo stato bizantino provvedeva a fornire gratis ai soldati semplici le uniformi, garantendo inoltre a tutti i soldati delle indennità in modo da consentire loro l'acquisto non solo delle uniformi ma anche delle armi e, probabilmente, anche dei cavalli; invece gli ufficiali, essendo già benestanti, provvedevano ad equipaggiarsi a proprie spese. I soldati ricevevano il soldo annualmente, e beneficiavano inoltre di donativi (ammontanti a cinque solidi) in caso di occasioni speciali, come potevano essere l'ascesa al trono di un nuovo imperatore o i suoi cinque anni di regno; secondo la Storia segreta di Procopio di Cesarea, tuttavia, i donativi quinquennali furono aboliti da Giustiniano, per risparmiare. Il rancio dei soldati era costituito principalmente da pane o gallette, carne (che poteva essere carne di castrato o maiale salato), vino o aceto, ed olio; il cibo ricevuto variava a seconda dei giorni.
I soldati, se si trovavano in territorio nemico, si approvvigionavano godendo dei proventi di questo, mentre in territorio imperiale l'ufficiale che aveva la responsabilità di rifornire le armate era il prefetto del pretorio, il quale provvedeva a ciò tassando la popolazione, affinché versassero come imposta le derrate alimentari necessarie a sostentare l'esercito. A causa degli abusi a danno delle popolazioni compiuti dai funzionari imperiali addetti al rifornimento degli eserciti (in particolare essi praticavano la coemptio, in pratica costringevano le popolazioni a vendere forzatamente le derrate alimentari ai prezzi stabiliti dallo stato), Giustiniano tentò di porre rimedio a ciò con una legge del 545 con la quale vietava ogni abuso di tal genere. In caso di assenza del prefetto del pretorio, ad assumersi l'onere di approvvigionamento delle truppe era un sostituto del prefetto del pretorio, mentre le popolazioni civili della zona dove si trovava l'esercito, ad eccezione ovviamente delle persone di rango elevato, erano gravate dall'onere di dover cuocere le gallette che poi avrebbero nutrito l'esercito.
In caso i soldati non avessero un luogo dove alloggiare, i cittadini erano tenuti dalle leggi dell'impero ad ospitarli in casa loro, cedendo loro un terzo della casa (obbligo dell'hospitalitas); erano però esentati da questo gravoso obbligo il clero, i medici, gli insegnanti, gli armigeri e i pittori. A causa dei frequenti abusi di questa hospitalitas (in particolare il salganum, vocabolo con cui si indicavano le violenze che i soldati ospitati commettevano contro gli ospitanti, costringendoli a cedere loro le coperte, la legna e l'olio per provvedere al loro riscaldamento), diversi imperatori, come Costanzo II, Teodosio I, Teodosio II e Giustiniano I, emanarono delle leggi per vietare questi abusi, senza però troppo successo.

## Esercito medio-bizantino

### Themata

#### La nascita dei Themata
A metà del VII secolo l'esercito bizantino venne rivoluzionato con la riforma dei themata che tradizionalmente viene attribuita a Eraclio (610-641) ma che Treadgold attribuisce a Costante II (641-668), nipote di Eraclio. Secondo altri storici, invece, l'istituzione dei themata non sarebbe opera di un singolo imperatore ma piuttosto il risultato di un processo graduale di rinnovamento dell'esercito durato decenni se non addirittura secoli.
Secondo la teoria classica, i themata sarebbero sorti negli anni 620 in conseguenza alla conquista persiana di Siria e Egitto; secondo Ostrogorsky i limitanei a difesa delle province ritirate si stanziarono insieme ai corpi scelti dell'esercito bizantino, ed in seguito a questo, l'Imperatore Eraclio avrebbe diviso le province dell'Asia Minore ancora non soggiogate del nemico in varie circoscrizioni militari, i themata appunto, ognuna difesa da un esercito permanente (detto anch'esso thema). A capo della amministrazione civile e militare del tema vi era il capo dell'esercito, lo strategos, affiancato nell'ambito civile da un suo sottoposto, il proconsole del tema. Ai soldati (stratioti) vennero affidati in cambio del loro servizio militare dei lotti ereditari di terra, per garantire il loro sostentamento; in questo gli stratioti ricordano i limitanei, anche questi ultimi ricevevano delle terre come ricompensa per il loro servigio.
Secondo Treadgold, invece, la riforma dei themata sarebbe stata opera di Costante II nel periodo 659-662.
In realtà, la teoria di Ostrogorsky è stata rigettata da diversi studiosi moderni. Secondo Jean-Claude Cheynet, i themata «non sono dunque il frutto di una riforma che potrebbe essere accreditata a un imperatore preciso,...né, d'altro canto, costituiscono la prosecuzione dei limitanei del Basso Impero..., dal momento che i limitanei erano scomparsi anche prima delle trasformazioni della seconda metà del VII secolo». Secondo lo studioso, la riforma dei themata avvenne in modo molto graduale e non fu dovuta a una particolare riforma: dapprima i themata erano semplicemente gli antichi eserciti di campo (comitatenses) dell'Impero ritiratesi in Anatolia in seguito alle conquiste islamiche, anche se le zone da dove ogni tema reclutava le truppe presero progressivamente il nome dall'esercito ivi stanziato; le vecchie province della Tarda Antichità continuarono ad esistere in ambito civile all'interno dei themata fino al IX secolo, quando il tema territoriale divenne l'unico riferimento amministrativo. Né è dimostrato, come hanno congetturato in passato storici come Ostrogorsky e Treadgold, che gli stratioti ricevessero fin dal VII secolo terreni da coltivare dallo stato, dato che l'esistenza di queste terre "stratiotiche" comincia ad essere attestato nelle fonti solo a partire dal X secolo circa.

#### Gradi dell'esercito
Il grado più importante in un thema era lo strategos, talvolta supportato da un comandante in seconda, l'hypostrategos. L'esercito era suddiviso in divisioni, capeggiate dai merarches, gli attuali generali. Una divisione era suddivisa a sua volta in tre reggimenti, che venivano comandati ciascuno da un moirarches, l'attuale colonnello. Altri ufficiali erano i komes (capitani) e gli ilarches (tenenti), gli hekatontarches (comandanti di plotone, che fino alla metà del VII secolo era denominato centurione). Ultimi fra gli ufficiali erano coloro che comandavano una decina di uomini. Il grado più basso dell'esercito bizantino era il phylax. E a volte vi erano dei soldati con dei compiti speciali, ad esempio il bandophoros, cioè colui che portava la bandiera, oppure lo spatharios, cioè colui che portava la spada.

#### Reclutamento e addestramento
Grazie al titolo 16 dell'Ecloga, il codice di diritto di Leone III, è stato possibile per gli storici ricostruire le condizioni dell'esercito bizantino nell'VIII secolo. Anche in età mediobizantina la coscrizione non era obbligatoria; il servizio militare era infatti volontario. L'età minima per servire nell'esercito bizantino era 18 anni, ma ne venivano ovviamente escluse le persone non idonee; il servizio militare durava 24 anni, ma nel corso dei primi tredici anni di servizio, il soldato doveva dividere lo stipendio (a titolo di rimborso spese) con la sua famiglia, poiché era stata proprio la sua famiglia a provvedere all'acquisto delle armi e del cavallo e andava quindi rimborsata. Solo dopo aver compiuto i tredici anni di servizio, il soldato poteva godere del proprio stipendio e del proprio equipaggiamento a titolo personale. L'equipaggiamento del soldato, a spese delle famiglie, comprendeva lancia, scudo, spada e, per una minoranza di ricchi, anche un'armatura; il soldato doveva inoltre disporre di un cavallo, dato che i themata erano formati principalmente da cavalleria.

### Tagmata

#### La creazione dei tagmata

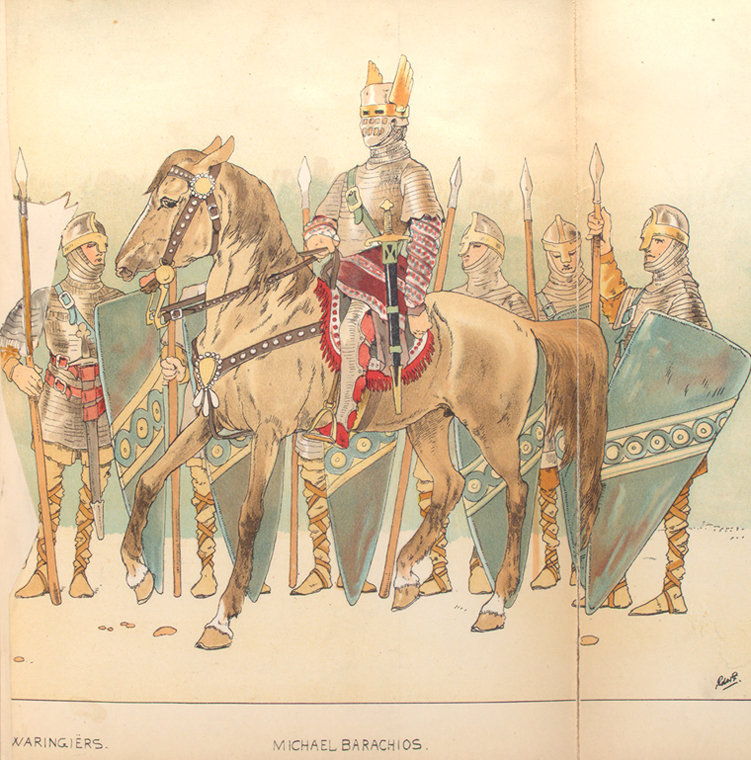
Mercenari variaghi al servizio dell'impero romano d'Oriente.

Sotto Costantino V (741-775) fu creato un nuovo tipo di esercito, i tagmata, reggimenti fedeli all'Imperatore i quali dovevano provvedere alla difesa di Costantinopoli e dell'Imperatore stesso da minacce esterne o rivolte interne (come usurpazioni). Sembra che Costantino V abbia attuato tale riforma perché non si fidava dell'Opsikion, il thema che finora aveva difeso la capitale ma che al contempo si era reso reo di aver appoggiato l'usurpazione di Artavasde: volendo ridurre gli effettivi del thema in questione, anche perché troppo vicino alla capitale, avendo però la necessità di poter disporre di truppe totalmente leali all'Imperatore e che potessero difendere lui e la capitale in caso di necessità, decise di ridurre gli effettivi di tale thema, creando però i tagmata, un nuovo corpo di soldati preposto alla difesa dell'Imperatore e della Capitale. Dei tagmata facevano parte le scholae e gli excubitores: le scholae erano diventate reggimenti da parata ma recuperarono la loro funzione militare sotto Costantino V, che pose ogni schola sotto il comando di un domestico, il quale, nel IX secolo, era il capo di stato maggiore e disponeva del comando delle truppe nel caso l'Imperatore fosse assente.

#### Reclutamento ed addestramento
I tagmata erano originariamente reggimenti di cavalleria, ma successivamente, comprese anche una piccola quantità di fanti; i soldati che servivano nei tagmata erano volontari, che, per entrare nei tagmata, dovevano avere almeno 18 anni di età, essere idonei al combattimento, e servivano per 22 anni, fino ai 40 anni di età; spesso i soldati dei tagmata erano scelti tra i soldati dei themata che si erano dimostrati tra i migliori, ma venivano scelti anche i giovani più promettenti anche se meno esperti; a differenza dei soldati dei themata, a provvedere all'equipaggiamento non erano le famiglie ma lo stato stesso; inoltre, i soldati dei tagmata ricevevano uno stipendio maggiore rispetto a quelli dei themata. Spesso i tagmata erano formati da reggimenti mercenari, ma non mancavano gli elementi indigeni.

#### Struttura
La struttura dei tagmata era differente da quella dei themata: per esempio, mentre un thema era comandato da uno strategos, i tagmata erano condotti da un domestico o comes. Di seguito una comparazione tra la struttura di un thema e quella di un tagma:
| Rango                 | Thema                                  | Tagma (Scholae)         |
| --------------------- | -------------------------------------- | ----------------------- |
| Comandante            | Strategos                              | Domestico (comes)       |
| Comandante in seconda | ek prosopou                            | Topoteretes             |
| Stato maggiore        | Comes della tenda Domestico Cartulario | Cartulario Proximos     |
| Ufficiali superiori   | Turmarchi o merarchi                   | Comites                 |
| Ufficiali subalterni  | Drungari e comites                     | Domestici e protiktores |

## Esercito tardo-bizantino
La terza fase inizia dal 1081 (anno in cui Alessio I Comneno fece la riforma dei pronoia) dura fino al 1453 (anno in cui cadde l'impero bizantino). In questo periodo l'esercito era composto da reparti mercenari, tra i quali, nella parte centrale dell'armata, gli Skythikon, di origine cumana, i tagmata e soprattutto dai Pronioiardi.

## Effettivi
Secondo il parere di numerosi storici, tra i quali Mark Whittow, gli effettivi dell'impero bizantino erano sostanzialmente paragonabili a quelli delle altre potenze del tempo con la sola differenza di risultare maggiormente coesi ed uniti, fattore essenziale per la sopravvivenza dell'impero stesso.
Dalle fonti dell'epoca, infatti, si può comprendere che, tra il VIII e il X secolo, gli effettivi usati in alcuni conflitti furono pari a 10 000 cavalieri e 20 000 fanti, cosa che certamente induce a stimare una consistenza effettiva intorno non alla decina ma bensì attorno al centinaio di migliaia di soldati.
| Anno | Effettivi |
| ---- | --------- |
| 300  | 311 000   |
| 457  | 303 000   |
| 518  | 271 000   |
| 540  | 341 000   |
| 565  | 150 000   |
| 641  | 109 000   |
| 668  | 109 000   |
| 773  | 80 000    |
| 809  | 90 000    |
| 840  | 120 000   |
| 959  | 144 000   |
| 963  | 150 000   |
| 1025 | 250 000   |
| 1053 | 200 000   |
| 1077 | 25 000    |
| 1081 | 20 000    |
| 1143 | 50 000    |
| 1282 | 20 000    |
| 1320 | 4 000     |
| 1321 | 3 000     |
| 1453 | 1 500     |